# 12 Songs of Christmas
12 Songs of Christmas è un album in studio natalizio della cantante statunitense Etta James, pubblicato il 13 ottobre 1998.

## Tracce
1. Winter Wonderland – 4:26
2. Jingle Bells – 5:26
3. This Time of Year – 5:47
4. Merry Christmas, Baby – 6:10
5. Have Yourself a Merry Little Christmas – 4:45
6. Santa Claus Is Coming to Town – 6:22
7. White Christmas – 5:52
8. The Christmas Song (Chestnuts Roasting on an Open Fire) – 4:23
9. The Little Drummer Boy (Carol of the Drum) – 4:59
10. Silent Night – 4:49
11. Joy to the World – 5:30
12. O Holy Night – 4:50